# GANOVEX
GANOVEX (Abkürzung für German Antarctic North Victoria Land Expedition) bezeichnet eine Reihe von Antarktisexpeditionen der Bundesanstalt für Geowissenschaften und Rohstoffe. Die erste Expedition (GANOVEX I) wurde im Jahr 1979 durchgeführt. Die elfte Expedition, GANOVEX XI, fand von Mitte Dezember 2015 bis Mitte Februar 2016 statt. Stützpunkte der Expeditionen sind unter anderem die Gondwana-Station in der Terra Nova Bay und die Lillie-Marleen-Schutzhütte am Lillie-Gletscher. Ziel der Expeditionen ist unter anderem, das Auseinanderbrechen des Urkontinents Gondwana und die Entwicklung des antarktischen Kontinents zu erforschen.

## Liste bisheriger Expeditionen
| Zeitraum  | Expeditionsnummer | Zielgebiet                                 | Anzahl Wissenschaftler | Zusätzliche Bemerkung                                                                 |
| --------- | ----------------- | ------------------------------------------ | ---------------------- | ------------------------------------------------------------------------------------- |
| 1979–1980 | I                 | Nördliches Viktorialand                    | 9                      |                                                                                       |
| 1981–1982 | II                | Nördliches Viktorialand                    | 12                     | Abgebrochen, weil das Versorgungsschiff Gotland II vom Eis zerquetscht wurde und sank |
| 1982–1983 | III               | Nördliches Viktorialand                    | 15                     |                                                                                       |
| 1984–1985 | IV                | Nördliches Viktorialand                    | 30                     |                                                                                       |
| 1988–1989 | V                 | Nördliches Viktorialand, Oates-Küste       | 33                     |                                                                                       |
| 1990–1991 | VI                | Nördliches Viktorialand                    | 19                     |                                                                                       |
| 1992–1993 | VII               | Viktorialand, Marie-Byrd-Land, Oates-Küste | 33                     |                                                                                       |
| 1999–2000 | VIII              | Viktorialand, Oates-Küste, Georg-V.-Küste  | 24                     |                                                                                       |
| 2005–2006 | IX                | Nördliches Viktorialand                    | 8                      |                                                                                       |
| 2009–2010 | X                 | Nördliches Viktorialand                    | 21                     |                                                                                       |
| 2015–2016 | XI                | Nördliches Viktorialand                    | 24                     |                                                                                       |
| 2016–2017 | XII               | Rennick-Graben/Lanterman Range             |                        |                                                                                       |
| 2018–2019 | XIII              | Mariner-Gletscher/Rennick-Gletscher        |                        |                                                                                       |